# The Witness for the Prosecution (miniserie 2016)
The Witness for the Prosecution is een Britse miniserie die vanaf 26 december 2016 werd uitgezonden op de televisiezender BBC. De serie is gebaseerd op de short story Getuige à charge uit het gelijknamige boek van Agatha Christie.

## Plot
In Londen in 1920 wordt de rijke en oudere vrouw Emily Wrench vermoord. Al gauw wordt haar jongere minnaar, Leonard Vole, gearresteerd. Hij is verdachte omdat hij de enige erfgenaam van Emily Wrench is. Romaine, de vrouw van Leonard, is bereid te getuigen in de rechtbank, maar in plaats van een verklaring af te leggen in het voordeel van haar man, treedt ze op als getuige voor de openbaar aanklager. 

## Rolverdeling
| Acteur             | Personage               | Opmerkingen           |
| ------------------ | ----------------------- | --------------------- |
| Billy Howle        | Leonard Vole            | De aangeklaagde       |
| Andrea Riseborough | Romaine Heilger         | Vole's vrouw          |
| Monica Dolan       | Janet McIntyre          | De huishoudster       |
| Kim Cattrall       | Emily French            | Het slachtoffer       |
| Toby Jones         | John Mayhew             | De advocaat           |
| David Haig         | Sir Charles Carter      |                       |
| Tim McMullan       | Sir Hugo Meredith       | De openbaar aanklager |
| Robert East        | Justice Greville Parris | De rechter            |
| Dorian Lough       | Detective Breem         |                       |
| Hayley Carmichael  | Alice Mayhew            | Mayhew's vrouw        |
| Paul Ready         | Tripp                   |                       |

## Afleveringen
| Nr. | Titel     | Regisseur      | Schrijver    | Uitgezonden      |
| --- | --------- | -------------- | ------------ | ---------------- |
| 1   | Episode 1 | Julian Jarrold | Sarah Phelps | 26 december 2016 |
| 2   | Episode 2 | Julian Jarrold | Sarah Phelps | 27 december 2016 |

## Ontvangst
De serie is hoofdzakelijk positief ontvangen. Op Rotten Tomatoes beoordeelt 100% van de 13 recensenten de serie positief, met een gemiddelde score van 8,5/10. Website Metacritic komt tot een score van 79/100, gebaseerd op 7 recensies.